# Swansea Airport
Swansea Airport är en flygplats i Storbritannien.   Den ligger i kommunen Swansea och riksdelen Wales, i den södra delen av landet, 270 km väster om huvudstaden London. Swansea Airport ligger 91 meter över havet.
Terrängen runt Swansea Airport är platt. Havet är nära Swansea Airport söderut.  Närmaste större samhälle är Swansea, 8,8 km öster om Swansea Airport. Trakten runt Swansea Airport består i huvudsak av gräsmarker.